# Ганино (Новосибирская область)
Ганино — посёлок в Краснозёрском районе Новосибирской области. Входит в состав Аксенихинского сельсовета.

## География
Площадь посёлка — 35 гектаров.

## История
Основан в 1924 году. В 1928 г. выселок Ганино состоял из 40 хозяйств, основное население — русские. В составе Лобинского сельсовета Карасукского района Славгородского округа Сибирского края.

## Население
| 2002 | 2007 | 2010 |
| ---- | ---- | ---- |
| 170  | ↘127 | ↘84  |

## Инфраструктура
В поселке по данным на 2007 год функционируют 1 учреждение здравоохранения и 1 учреждение образования.